# حلم زوجة الصياد
حلم زوجة الصياد (باليابانية: 蛸と海女) هي مطبوعة خشبية تم تصميمها من قبل الفنان الياباني هوكوساي في عام 1814.

## التاريخ والوصف
حلم زوجة الصياد هي اللوحة الأكثر شهرة في كتاب "كينوي نو كوماتسو"، والذي نُشر في ثلاثة مجلدات منذ عام 1814. الكتاب عبارة عن عمل من أعمال الشونغا ضمن نوع أوكييو-إي. تُظهِر اللوحة امرأة، من الواضح أنها "أما" (غواصة صدف)، ملفوفة بأطراف أخطبوطين. يقوم الأخطبوط الأكبر بلعق فرج المرأة، بينما يساعد الأصغر، وهو نسله، من خلال مداعبة فم المرأة وحلمة ثديها اليسرى. في النص الموجود أعلى الصورة، تعبر المرأة والمخلوقات عن سعادتهم الجنسية المتبادلة من اللقاء.

## التفسيرات

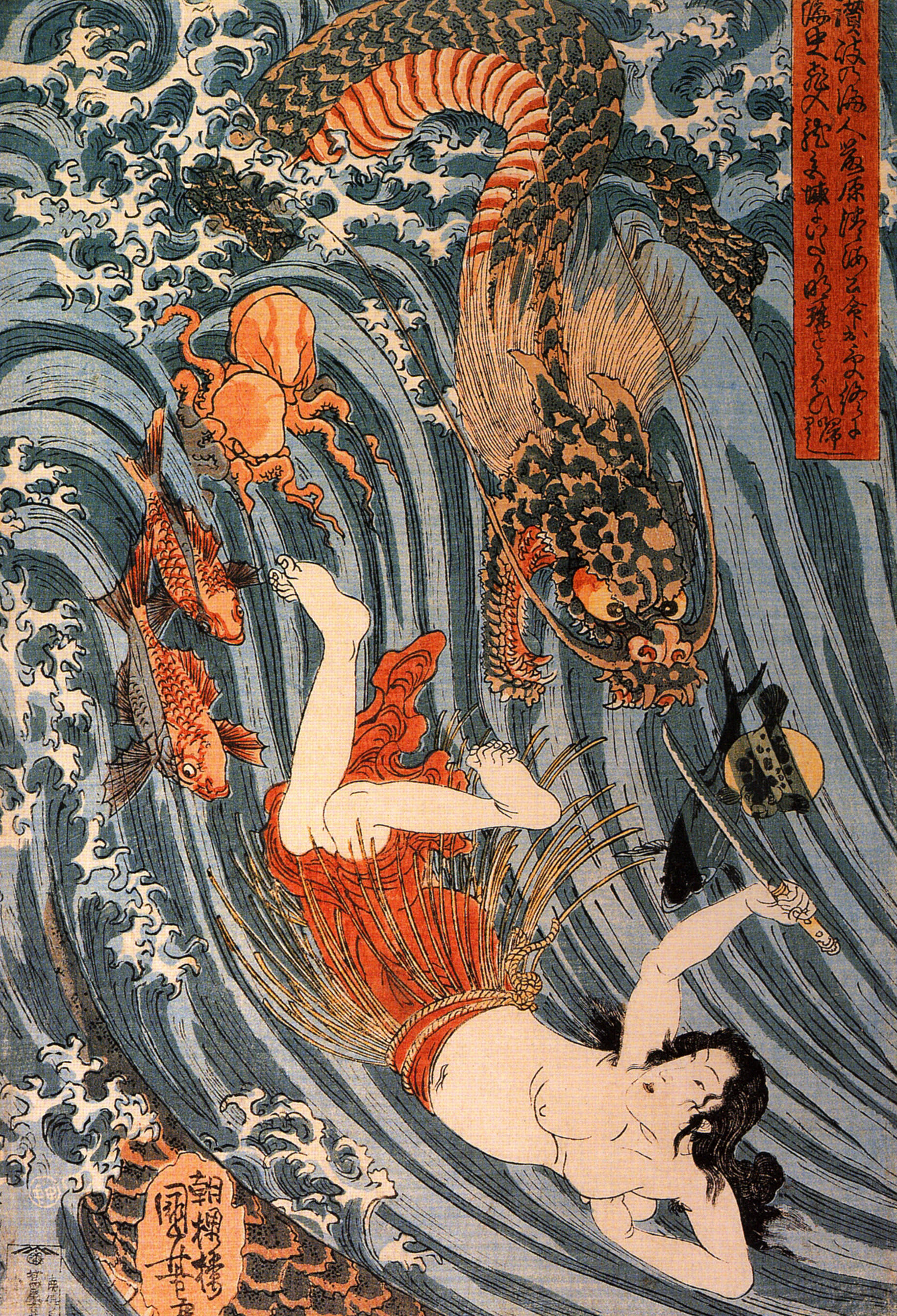
طباعة خشبية لأوتاجاوا كونيوشي تصور هروب تاماتوري من ريوجين ومخلوقاته البحرية

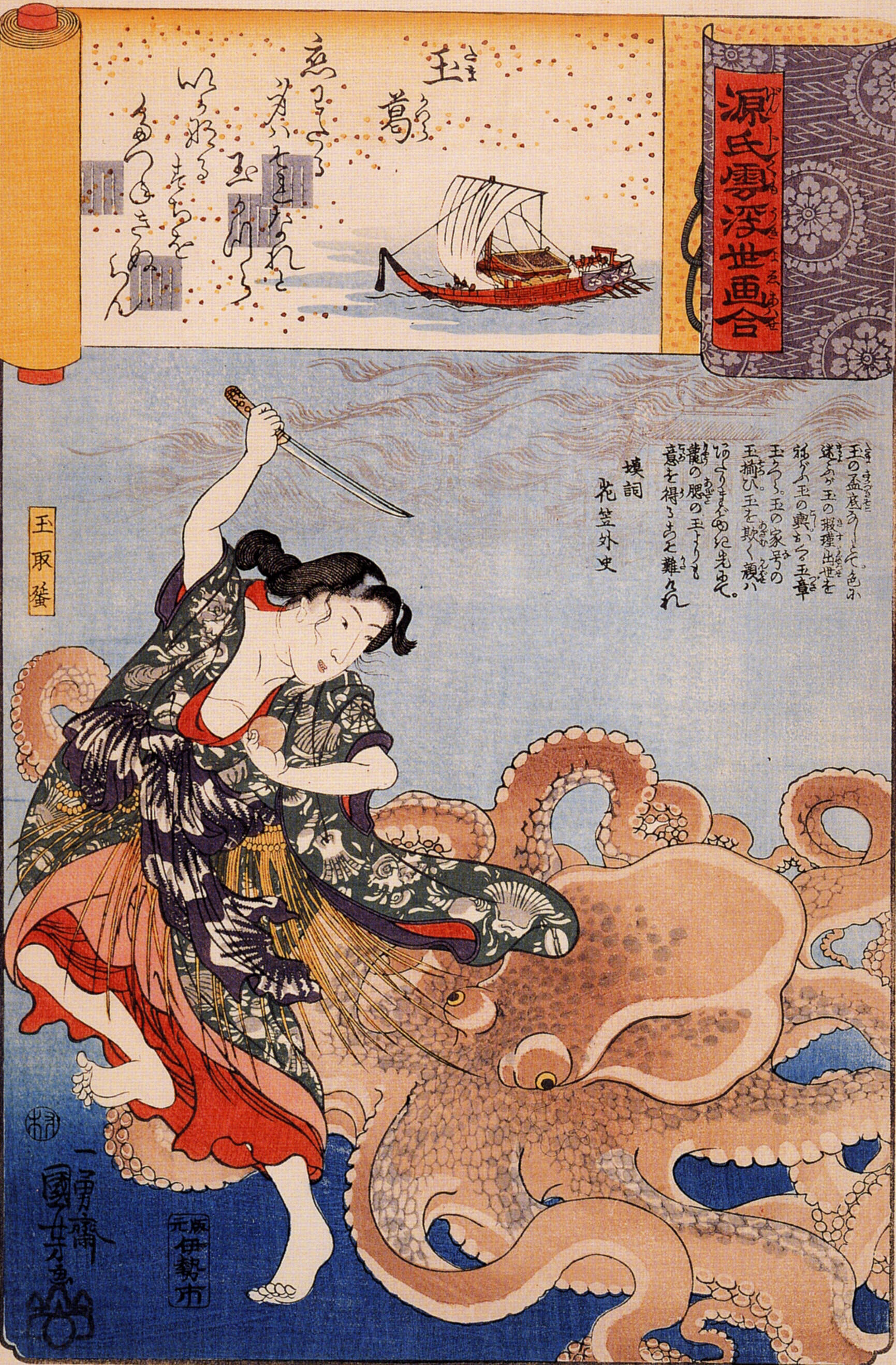
طباعة خشبية لكونيوشي تصور تاماتوري وهي تقاتل أخطبوطًا

تشير الباحثة دانييل تاليريكو إلى أن الصورة كانت ستذكّر أذهان المشاهدين المعاصرين بقصة الأميرة تاماتوري، التي حظيت بشعبية كبيرة في فترة إيدو. في هذه القصة، تاماتوري هي غواصة بسيطة تتزوج فوجيوارا نو فوهيتو من عشيرة فوجيوارا، الذي يبحث عن لؤلؤة سرقها ريوجين، إله البحر التنين، من عائلته. متعهده بالمساعدة، تغوص تاماتوري وصولاً إلى قصر ريوجين تحت سطح البحر في ريوغو-جو، ويلاحقها الإله وجيشه من الكائنات البحرية، بما في ذلك الأخطبوطات. تقطع صدرها وتضع الجوهرة بداخله. وهذا يسمح لها بالسباحة بشكل أسرع والهروب، لكنها تموت متأثرة بجراحها بعد وقت قصير من وصولها إلى السطح.
كانت قصة تاماتوري موضوعًا شائعًا في فن أوكييو-إي. أنتج الفنان أوتاجاوا كونيوشي أعمالًا مبنية على هذه الفكرة، والتي غالبًا ما تتضمن الأخطبوطات بين المخلوقات التي تهرب منها الغواصة عارية الصدر. في النص الموجود أعلى صورة هوكوساي، يقول الأخطبوط الكبير إنه سيحضر الفتاة إلى قصر ريوجين الموجود تحت سطح البحر، مما يعزز الارتباط بأسطورة تاماتوري. حلم زوجة الصياد ليس العمل الفني الوحيد في فترة إيدو الذي يصور العلاقات المثيرة بين امرأة وأخطبوط. تظهر بعض منحوتات النتسوكي المبكرة رأسيات الأرجل وهي تداعب نساء عاريات. ابتكر ياناغاوا شيجينوبو المعاصر لهوكوساي صورة لامرأة تداعب من أخطبوط مشابه جدًا لهوكوساي في مجموعته Suetsumuhana عام 1830 .